# Miquel Costa i Llobera
Miquel Costa i Llobera (Pollença, Mallorca, 10 de març de 1854 - Ciutat de Mallorca, 16 d'octubre de 1922) fou un poeta mallorquí.
Cultivà, en una primera etapa, la poesia romàntica, la qual desenvolupà en el seu volum Poesies (1885) i amb el seu poema més conegut, Lo pi de Formentor (1875). Es va formar en la lectura dels clàssics, especialment els mestres Horaci i Virgili. L'any 1906 publicà la seva col·lecció de poemes més importants, Horacianes. L'any 1874 va obtenir un premi als Jocs Florals i el 1902 fou investit amb el títol de Mestre en Gai Saber.
És considerat com una figura cabdal de la poesia catalana.

## Biografia

### Infantesa i joventut
Costa i Llobera era el fill d'una família de terratinents mallorquins. Orfe de mare als 11 anys, va créixer molt influït per un oncle seu, metge de Pollença, don Miquel Llobera, que li va descobrir el paisatge local i l'interès pels clàssics.
Va estudiar el batxillerat a l'Institut Balear de Palma des del 1866 fins al 1871 i, un any després, va començar els estudis de dret a Barcelona. No va desaprofitar el temps i va participar activament en els ambients del catalanisme cultural. En aquell moment triomfava la Renaixença, liderada per Jacint Verdaguer, Marià Aguiló o Antoni Rubió i Lluch. El 1875, el poeta es va traslladar a Madrid per continuar els estudis de dret.

### Vocació sacerdotal i mestre en Gai Saber
Va viatjar a París, on va descobrir els grans autors francesos i italians. El va fascinar Odi barbare de Carducci, tot i que el sentit pagà, allunyat del seu esperit cristià, va fer que el rebutgés com a font d'inspiració. Al poeta se li va despertar la vocació sacerdotal a Pollença i, finalment, va fer el pas i el 1885 es va traslladar a Roma per començar els estudis de teologia.
En aquell moment va publicar Poesies, en què deixava entreveure un romanticisme contingut de to serè i dominat per un perfeccionisme formal. En aquests poemes, ja tocava dos temes que l'acompanyarien al llarg de tota la seva obra: el paisatge i el sentiment religiós. El paisatge mallorquí es podia palpar en "La vall" (1873) i en "El pi de Formentor" (1875). En els versos d'aquests poemes, el poeta descrivia les zones de Pollença i Formentor, que esdevenien un símbol del Mediterrani. Costa i Llobera anhelava apropar-se a Déu amb les descripcions precises d'aquests paisatges, que li suggerien un ideal de vida elevada.
El 1879 escriu la primera versió de la seva cèlebre oda A Horaci, la qual no seria publicada sinó anys més tard en el seu llibre Horacianes.

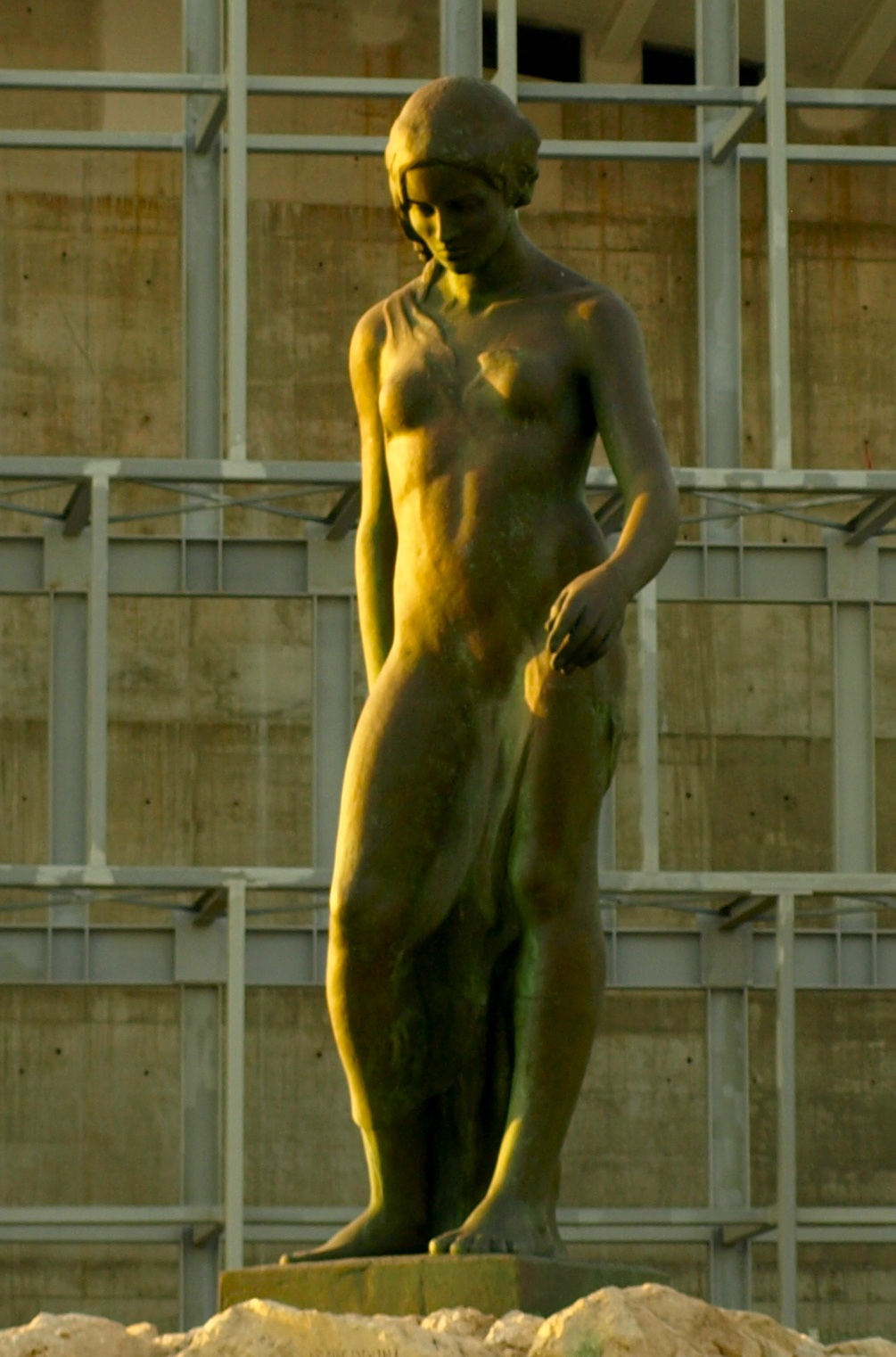
Estatua de Nuredduna a Palma.

El 1885 es trasllada a Roma i el 1888 va ser ordenat prevere. Un any després es va doctorar en teologia a la Pontificia Università Gregoriana. El 1890 va tornar a Mallorca, on va escriure el llibre De l'agre de la terra (1897), compost per tres poemes narratius: "La gerreta del catiu" (1895), "Castell del rei" (1896) i "La maina" (1897). Costa i Llobera va utilitzar en aquestes poesies un llenguatge que recull la tradició cultural mallorquina i utilitza la mètrica popular de la glossa o del romanç.
El 1899, l'escriptor mallorquí va publicar en castellà Líricas, un recull de poesia sobre els monuments de l'antiga ciutat de Roma. El volum va ser ben acollit per amics i benefactors, principalment per Antoni Rubió i Lluch, i per crítics com Juan Valera o Marcelino Menéndez y Pelayo, convençut aquest últim que l'obra de Costa no desmereixia la dels seus contemporanis en absolut. En la seva correspondència, Menéndez y Pelayo li deia a Costa i Llobera que el seu llibre bastaria per demostrar que "todavía quedan poesía y poetas en España, y que ingenios como el suyo pasarían por grandes líricos en cualquier país y en las mejores épocas literarias".
Un any després, va escriure el seu gran poema liriconarratiu "La deixa del geni grec", inspirat per les lectures que havia fet de Leconte de Lisle, i que narra les aventures d'uns navegants grecs i sa trobada amb la mítica Nuredduna. El poema va obtenir un premi als Jocs Florals de Barcelona del 1902. A més, va ser designat membre de la Real Academia Española de la Lengua (RAE). Aquests premis es van sumar a la designació, un any abans, com a fill il·lustre de Pollença.
El 1903 va publicar Tradicions i fantasies, en què arreplega peces escrites en diferents èpoques inspirades en llegendes mallorquines. Un any després, Costa i Llobera va presidir els Jocs Florals de Mallorca.

### Les Horacianes i pelegrinatge per l'Orient Mitjà
L'èxit li va arribar el 1906 amb la publicació d'Horacianes, el seu recull de poesies més important. Costa i Llobera s'havia format majorment en la lectura dels clàssics, especialment Horaci i Virgili; i així fou com l'any 1906, el poeta va publicar la seva col·lecció de poemes i odes anomenades Horacianes. Aquestes Horacianes eren, doncs, un conjunt de poemes dedicats al poeta llatí Horaci. Amb un llenguatge molt acurat, el poeta mallorquí va tractar amb rigor les formes poètiques i literàries clàssiques. El llibre consta d'un total de setze poemes o odes, les quals intenten reproduir els metres de la lírica grega i romana.
El poeta anà aleshores a Catalunya, on va rebre diversos homenatges per part de col·lectius catalans. Les Horacianes eren un èxit; ràpidament havien registrat dues edicions. Allí, li feren recitar horacianes a llocs diversos, fou aclamat, i es va veure amb diverses personalitats. Gaudí també li mostrà el Parc Güell.
Aquell mateix any, va pronunciar el discurs inaugural dels Jocs Florals de Barcelona i va intervenir en el Congrés Internacional de la Llengua Catalana. El 1907 va publicar Poesies, una reedició augmentada de l'obra que ja havia publicat el 1885. Costa i Llobera hi incloïa vuit composicions líriques que provenien del llibre Tradicions i fantasies, però també hi afegia altres peces totalment inèdites, com "La gran alzina de Mossa" o "Cala gentil". El poeta partia de la contemplació del paisatge i acabava amb una reflexió de tipus ascètic.

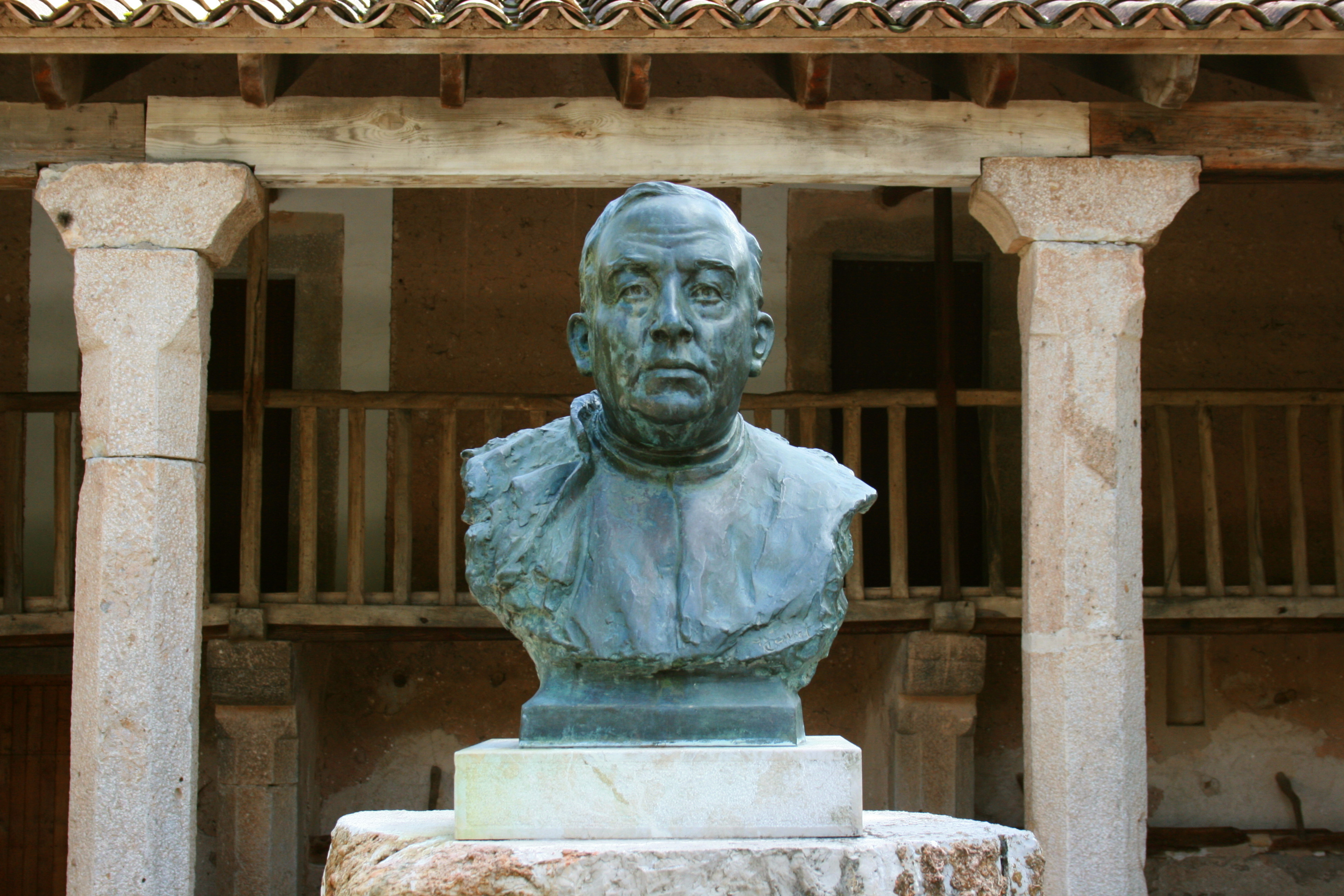
Bust al santuari de Lluc (Mallorca)

 El 1907 l'autor, acompanyat d'altres mallorquins com ara Maria Antònia Salvà, va iniciar un pelegrinatge per l'Orient Mitjà que va finalitzar a Palestina i a Terra Santa. Costa i Llobera va portar un diari del viatge que va plasmar en el llibre Visions de Palestina (1908). Amb vint-i-sis odes en prosa, el poeta expressava les sensacions i les impressions que li havien produït els llocs sagrats de la religió catòlica que va visitar. Aquell any, el mallorquí va pronunciar el discurs inaugural dels Jocs Florals de Girona. Un any després, va ser nomenat canonge de la seu de Mallorca.

### Darrers anys de producció literària
Després dels fets de la Setmana Tràgica, el poeta va reduir el ritme de producció literària. Va publicar dos exercicis de Via crucis (1907-1908) i els Sermons panegírics (1916). El 1919 va ser nomenat membre corresponent de l'Institut d'Estudis Catalans (IEC). En aquella època, va traduir textos de Virgili, Petrarca, Victor Hugo i Dante Alighieri. Entre el 1912 i el 1922 va traduir els Himnes de Prudenci i entre el 1907 i el 1911 les novel·les Después de la hora nona, Mirarán hacia Él i Almas celtas, de la francesa Reynés Monlaur. Un any abans de morir, va pronunciar la que seria la seva darrera conferència, "Dante Alighieri i la seva obra".
El 16 d'octubre de 1922, va morir a la trona mentre predicava el panegíric de santa Teresa de Jesús.

### Llegat
Miquel Costa i Llobera va superar la Renaixença i els tòpics que envoltaven els Jocs Florals. Alguns estudiosos com Antoni Rubió i Lluch, en l'afany de catalogar-lo, van assegurar que era un romàntic del classicisme i un clàssic del romanticisme. El cert és que va conrear un tipus de romanticisme que mantenia una serenitat clàssica. Fos com fos, amb el temps va convertir-se en un referent per a les futures generacions d'escriptors de les Illes Balears. Amb un llenguatge molt acurat, sempre va tractar amb rigor les formes literàries clàssiques.

## Obres
Algunes de les seves obres:
- Lo pi de Formentor (1875)
- Poesies (1885)
- De l'agre de la terra (1897)
- Líricas (en castellà, 1899)
- Tradicions i fantasies (1903)
- Horacianes (1906)
- Visions de Palestina (1908)
- Sermons panegírics (1916)

Traduccions:
- Himnes de Prudenci

## Posteritat i veneració

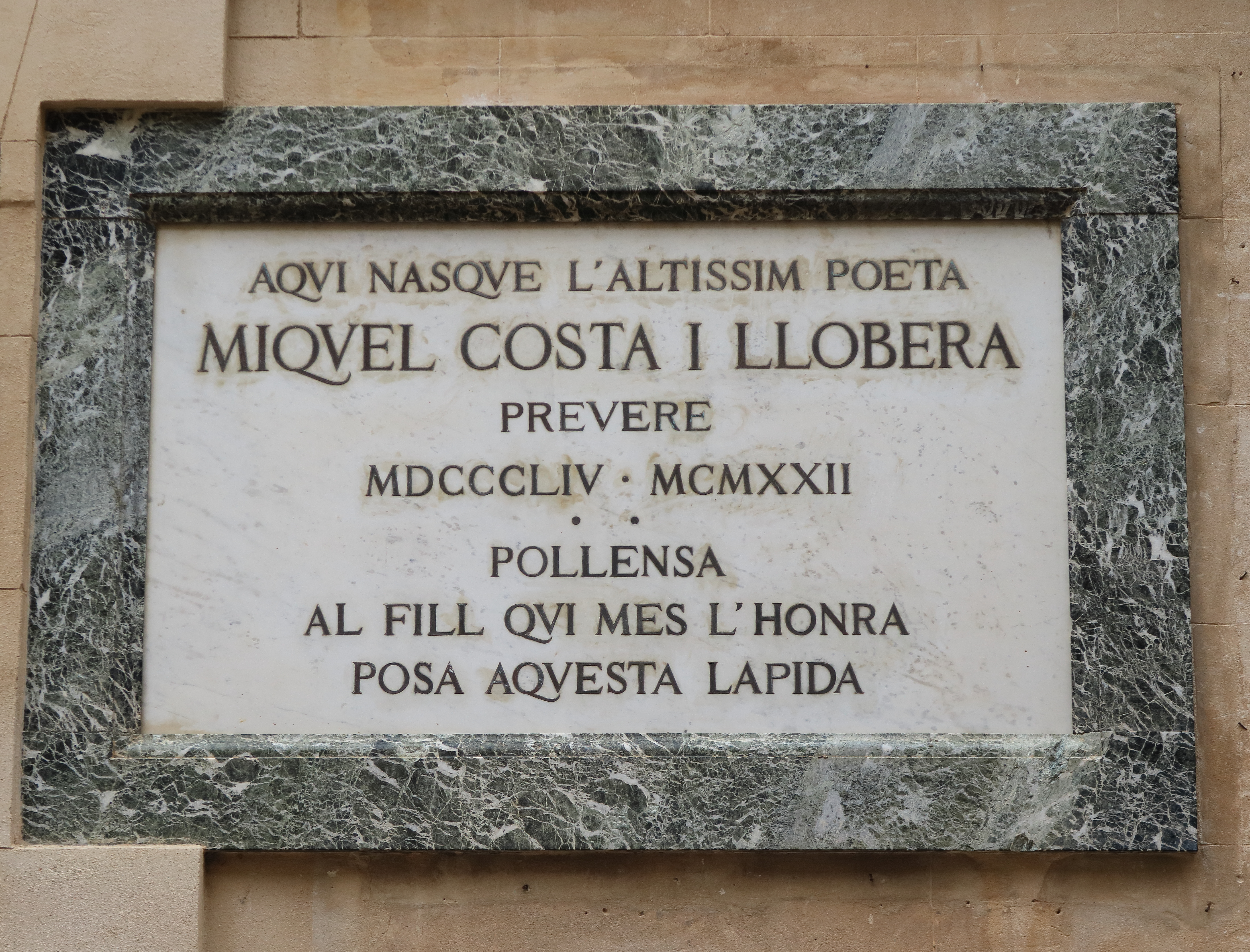
Pollença, làpida casa natal

L'any 1970, a la muntanya de Montjuïc (Barcelona), es van crear els jardins Mossèn Costa i Llobera, un jardí botànic dedicat a Miquel Costa.
Diverses escoles prenen el nom de l'escriptor: una del barri de Can Caralleu de Barcelona, una altra a Pollença, una més al centre de Palma i una altra al municipi de Marratxí.
La cantant mallorquina Maria del Mar Bonet ha interpretat alguns dels seus poemes, com "Cançó de na Ruixa Mantells", "Dins d'un jardí senyorial", "Dos sospirs" o "El pi de Formentor".
En memòria del centenari de la mort del poeta, l'Ajuntament de Pollença va aprovar que l'any 2022 sigui proclamat com Any Costa i Llobera.
El 15 d'octubre de 1982 es va iniciar el procés diocesà per a la seva beatificació, i fou proclamat servent de Déu. El 19 de gener de 2023, el Papa Francesc va reconèixer les “virtuts heroiques” de Miquel Costa i Llobera i el va anomenar Venerable, una passa més de cara a la seva futura beatificació.
Des del 3 de febrer del 2025, un asteroide porta el seu nom: (397800) Costaillobera.